# アルフレド・デスパイネ
アルフレド・デスパイネ・ロドリゲス（Alfredo Despaigne Rodriguez、1986年6月17日 - ）は、キューバ・サンティアゴ・デ・クーバ州出身のプロ野球選手（外野手）。右投右打。

## 経歴

### キューバ国外移籍解禁前
キューバの名門体育大学マニュエル・ファハルド国立体育大学卒業。
2004年に台湾で開かれた第21回AAA世界野球選手権大会のキューバ代表に選出された。この大会では、4番打者だった。決勝の日本戦で勝利し優勝した。その年に国内リーグデビューし、新人王の次点に輝く。
2007年11月に、台湾で行われた第37回IBAFワールドカップのキューバ代表に選出された。
2008年8月に、2008年北京オリンピックの野球競技のキューバ代表に選出された。準決勝戦のアメリカ合衆国戦では、スティーブン・ストラスバーグから本塁打を記録した。最終的に、9試合で3本塁打12打点を記録した。
2008 - 2009シーズンでは、国内リーグでのシーズン本塁打記録（前年アレクセイ・ベルが記録した31本）を上回る32本塁打を打った。2009年3月に開催された第2回WBCのキューバ代表に選出された。2月には長女が誕生した。
2009 - 2010シーズンは、初の首位打者（.404）と本塁打王（31本）の二冠、打点もリーグ2位を記録した。7月には、東京で開催された第5回世界大学野球選手権大会のキューバ代表に選出された。決勝戦のアメリカ戦では、2本塁打4打点を記録した。この大会では、MVPを獲得。10月に開催された第17回IBAFインターコンチネンタルカップのキューバ代表にも選出された。またこの大会においてアレックス・ラミレスからZETTのグローブとバットをもらって「なんてすばらしいバットなんだ」と大喜びしている。
2010 - 2011シーズンは、途中の公用や足の故障の影響もあり前年を下回る数字で無冠に終わった。
2011 - 2012シーズンは、36本塁打（前年の国内リーグシーズン本塁打記録33本を更新）・105打点とともに自己最高を記録して本塁打王と打点王の二冠に輝き、革命後の国内リーグではウィルフレッド・サンチェスとオマール・リナレスに並ぶ最多タイとなる3度目のMVPを獲得した。11月6日に、「侍ジャパンマッチ2012「日本代表 VS キューバ代表」」のキューバ代表が発表され代表入りした。同日、台湾で行われたサンダーシリーズのため来台した。サンダーシリーズ終了後の、14日に来日した。
2013年3月に開催された第3回WBCのキューバ代表に選出された。この大会では福岡ラウンドでMVPを受賞し、大会最多タイの3本塁打と2位タイの9打点を記録した。

### メキシカンリーグ時代
2013年6月22日にリーガ・メヒカーナ・デ・ベイスボルのカンペチェ・パイレーツに期間限定で移籍することがキューバ野球連盟から承認される。33試合の出場で打率.338、8本塁打、24打点、OPS.928の成績を残した。
2013 - 2014シーズンは途中からキューバ国内リーグのアビスパス・デ・サンティアーゴ・デ・クーバに所属した。
2014年もパイレーツで開幕からプレーし20試合で打率.346、5本塁打、15打点、OPS1.010の成績を残していたが、5月15日に、ドミニカ共和国の偽造パスポートで選手登録されていたことが発覚し、パイレーツから解雇され帰国した。デスパイネはこの問題について帰国後のインタビューで「何も知らなかったし、いまだに何が起こっているのか、本当のことがわからない」と述べている。

### ロッテ時代
2014年7月15日に日本プロ野球、千葉ロッテマリーンズと契約することが発表され、7月24日に入団会見を行った。背番号は49。
7月29日の対北海道日本ハムファイターズ戦（QVCマリンフィールド）で一軍公式戦初出場。初打席で三塁打を打つ。8月1日の対オリックス・バファローズ戦（京セラドーム大阪）では来日初本塁打を記録する。8月20日の対オリックス戦で右脇腹を痛め、翌21日、習志野市内の病院で検査を受け、「右腰背筋挫傷」で全治2週間の見込みと診断され、一軍出場選手登録を抹消されたが、10日の抹消期間で復帰し、一軍出場選手登録された8月31日の対日本ハム戦において、先制点となる6号ソロ本塁打を打つ。シーズン途中の入団で僅か45試合の出場ながら12本塁打を記録した。キューバへの帰国後、母国では「最強スラッガーの帰還」とデスパイネのキューバへの凱旋は大きく報道された。シーズンオフの12月8日に、2年契約の年俸総額5億円プラス出来高（金額は推定）で翌シーズン以降の契約に合意したことが発表された。
2015年1月16日に背番号を54に変更することが発表される。2月8日、2015年カリビアンシリーズにおいて、所属するベゲーロス・デ・ピナール・デル・リオが初優勝を果たす。キューバ代表としては55年ぶりの優勝となった。チームメイトには、フレデリク・セペダやユリエスキ・グリエルの他に、後にソフトバンクでチームメイトとなるリバン・モイネロやロッテに入団したロエル・サントスがいた。
キューバ国内リーグ出場で来日が遅れていたが4月11日に来日し、4月15日に一軍出場選手登録される。4月20日には第54回キューバリーグ（2014 - 2015シーズン）において、自身2度目のシーズンＭＶＰを獲得。また指名打者でベストナインに選出された。7試合で打率.192と低迷していたが、4月25日の対東北楽天ゴールデンイーグルス戦においてチームの連敗をストップする3点本塁打を打つ。5月27日のセ・パ交流戦、対広島東洋カープ戦では8号ソロ本塁打を記録するが、4回表の走塁中に膝を痛め7回裏の守備から途中交代する。翌28日に広島市内の病院で検査を受け、「右膝内側側副靱帯損傷」と診断され離脱を余儀なくされる。6月20日、約1か月ぶりに一軍に復帰し、6月23日の対日本ハム戦では、9号となるソロ本塁打を打ち回復をみせる。7月にはパンアメリカン競技大会にキューバ代表で出場。7月8日、同大会に参加する為に離日した。7月22日に再来日。7月25日の対楽天戦でチームに復帰し、先制点となるレフト前適時打を打つ。昨シーズンから自身が本塁打を打った試合はチームが勝利し、その記録を16連勝に伸ばしていたが、9月4日の対埼玉西武ライオンズ戦の16号本塁打でその記録は途絶えた。リーグ3位を争う9月28日の対西武戦では、初回の適時打に続き、3回には18号2点本塁打を打つ活躍で、クライマックスシリーズ進出に貢献する。NPBレギュラーシーズンでは前半戦は打率.263、OPS.883と好調だったが、パンアメリカン競技大会から復帰後の後半戦は打率.253、OPS.759と調子を落とした。日本ハムとのクライマックスシリーズファーストステージでは、1勝1敗で迎えた10月12日の第3戦において、7回表同点の場面で決勝打となる本塁打を打ちファイナルステージ進出を決める。
11月にはWBSCプレミア12にキューバ代表として出場した。
2016年もカリビアンシリーズに出場したが、2月27日には来日し、初めてオープン戦に参加する。3月25日の日本ハムとの開幕戦で適時打を挙げると、3月、4月は打率.285、5本塁打と好スタートをきる。5月の月間打率は.247と低迷するが、6月12日のセ・パ交流戦、対東京ヤクルトスワローズ戦で11号3点本塁打を含む4打点を挙げるなど、6月は月間打率.365、4本塁打、16打点を記録。7月は再び月間打率.238、1本塁打と低迷するが、8月21日の対西武戦において、来日3年目で20号本塁打の大台に乗せ、8月30日の対オリックス戦で24号ソロ本塁打を打つなど、8月の月間打率は.298、9本塁打を記録する。しかし、9月11日に以前から左手首に痛みを抱えていた箇所が悪化し、出場選手登録を抹消される。前年を上回る134試合に出場し24本塁打を記録したが、ロッテとの契約は満了。残留交渉を続けていたロッテが突如来期契約を結ばないことを12月20日に発表し、12月21日に自由契約公示された。
2017年1月29日、カリビアンシリーズの出場メンバーに選出される。2月7日には、3月に開催された第4回WBCのキューバ代表に選出された。

### ソフトバンク時代
2月11日、福岡ソフトバンクホークスと契約したことが発表された。年俸は3年総額12億円（金額は推定）で、背番号はロッテ時代と同じ54。第4回WBCでは、3月10日の1次ラウンドのオーストラリア戦で、1点を追う5回裏二死満塁の場面で逆転満塁本塁打を打ち、2次ラウンド進出を決める。3月14日の2次ラウンドの日本戦では、3安打を打つも同年からチームメイトとなる内川聖一の犠牲フライが決勝打となり、5対8で敗れる。キューバ代表が進出した第4回WBC、2次ラウンドB組は日本で開催されたが、一旦帰国の途に就き、3月24日に再来日。翌25日に入団会見を行った。
WBC出場の影響も無く、3月31日の古巣ロッテとの開幕戦に「5番・指名打者」で先発出場。4月8日の対西武戦では、来日4年目にして初盗塁を記録する。3月、4月は打率.250だったが、5月27日の対日本ハム戦での4試合連続本塁打を記録するなど、5月の月間打率は.312、月間10本塁打まで上昇。6月2日のセ・パ交流戦、対横浜DeNAベイスターズ戦で2打点を挙げ、本塁打はブランドン・レアードと並び、打点は浅村栄斗と並ぶリーグトップタイに躍り出る。6月11日のセ・パ交流戦、対阪神タイガース戦において、初回に先制打となるライト前適時打を打つが、3回裏の走塁中に右太もも裏を痛め、5回の打席から途中交代する。同日に福岡市内の病院で検査を受け、「右太もも裏の肉離れ」と診断され離脱を余儀なくされる。6月23日の対西武戦で代打で復帰し、7月1日の対楽天戦で自己最速の20号を満塁本塁打で記録する。7月14日、15日に行われたマイナビオールスターゲーム2017において、選手間投票で選出される。7月15日にロッテのホームグラウンド、ZOZOマリンスタジアムで行われた第2戦では、ロッテ時代の応援歌が歌われる中で本塁打を打った。この活躍により第2戦のオールスターゲームMVPを獲得する。オールスターゲーム後の8月は、8月13日の日本プロ野球自己最多を更新する25号ソロ本塁打を含む月間7本塁打を、9月、10月は9月3日の楽天との首位攻防戦において、0-0で迎えた9回裏二死一塁の場面で、則本昂大からサヨナラ適時打を打ち、その活躍で最も印象深いサヨナラ打を打った打者を表彰する9・10月度の「スカパー! ドラマティック・サヨナラ賞」を受賞する。また9月18日の対西武戦での直近5試合で4本目、100打点の大台に乗る34号本塁打など、6本塁打、21打点を上積みし、本塁打ではレアードの32本を上回る35本塁打で最多本塁打のタイトルに、打点では柳田悠岐、浅村の99打点を凌ぐ103打点で最多打点のタイトルの2冠に輝き、チームの2年ぶりのリーグ優勝に貢献した。楽天とのクライマックスシリーズファイナルステージでは、10月20日の第3戦では、初回に先制点となるライト前への適時打、10月21日の第4戦では、1点リードの3回裏に3年連続となるクライマックスシリーズでの本塁打を打つなど活躍し、日本シリーズに進出する。横浜との日本シリーズでは、10月28日の第1戦、10月29日の第2戦において、ともに1回裏に先頭打者としてヒットで出塁した柳田悠岐を2戦連続適時打で返す活躍をみせ、チームの2年ぶりの日本一奪還に貢献した。シーズンオフには、指名打者部門において初めて日本プロ野球のベストナインを受賞する。
また母国キューバにおいても、ソフトバンクでの日本一に貢献とキューバ国内リーグでアラサネス・デ・グランマの一員としてリーグ制覇を達成、第4回WBCでの貢献などを評価され、2017年のキューバ最優秀選手に選出される。
2018年はシーズン途中に自身と同じキューバ出身のジュリスベル・グラシアル、アリエル・ミランダが加入。また故障の影響でシーズン中は鳴りを潜めたものの、対日ハム戦のクライマックスシリーズで計3本塁打打ちファイナルステージ進出に貢献した。
2019年、9月4日の楽天戦で来日通算150号本塁打となった。同年は故障者が続出する中、4番DHの座を守り続け、最終的に自己最高の36本塁打を打った。指名打者部門でのベストナインも2年ぶりに受賞した。オフの12月2日に自由契約公示された。
2020年1月23日、球団と新たに2年契約を結んだ。東京オリンピック・野球競技のアメリカ大陸予選のキューバ代表に選ばれたため、開幕前の来日は不可能な状況だったが、新型コロナウイルス感染症の世界的な流行のため、この予選は延期となった。しかし新型コロナの影響によってキューバから出国できない状態となり、結局6月19日のシーズン開幕には間に合わなかった。7月19日に来日し、隔離と調整を経て8月21日に一軍昇格、即スタメン（5番・指名打者）でシーズン初出場を果たした。8月26日に左膝痛のため一旦登録抹消されたが、9月8日に一軍に再昇格した。9月9日（楽天戦・楽天生命パーク）には、シーズン第1号を含む2本の本塁打（2回右翼ソロ・5回右翼3ラン）を涌井秀章から打ち、勝利に貢献した。10月1日に右脛骨骨挫傷で再度一軍登録を抹消されたが、11月4日に一軍再昇格すると同日の試合（対ロッテ・ZOZOマリンスタジアム）で、陳偉殷から6号ソロ本塁打を含む2打数2安打2四球とチームの勝利に貢献した。巨人との日本シリーズ第2戦では、鍵谷陽平から球団初となるシリーズでの満塁本塁打を含むシリーズ最多タイの1試合6打点の活躍で、チームの4連覇に貢献した。
2021年は、開幕以来27試合で打率.220，1本塁打、6打点と不振で、5月3日に1軍登録を抹消され
、そのまま同24日に東京オリンピック予選出場の為に離日した。6月9日に再来日し、規定の待期期間を経て8月1日に1軍に合流した。8月21日の対千葉ロッテ戦では、開幕カード以来の本塁打を記録する。シーズン後半には復調し、一時は1割台だった打率も9月30日には.271まで回復した。レギュラーシーズンは、東京オリンピック予選出場による離脱や故障によって80試合に出場、打率.264、10本塁打、41打点にとどまった。オフに、推定年俸2億7000万円で残留することが発表された。
2022年は、キューバリーグで痛めた右足首の療養の為に開幕には間に合わず、1軍登録は5月17日と遅れる。6月3日のセ・パ交流戦・対中日ドラゴンズ戦では、シーズン初本塁打を記録する。しかし6月28日、新型コロナウィルスの陽性判定を受け、規定により1軍登録を抹消される。1軍復帰は7月13日となり、翌14日の対オリックス戦では2ラン本塁打を記録。度重なる離脱がありながらも、89試合に出場し、打率.269、14本塁打、40打点の成績でレギュラーシーズンを終えた。オフの12月2日に自由契約公示された。
2023年は、3月に開催された第5回WBCのキューバ代表に選出された。NPBの開幕時点ではソフトバンクとの再契約はなされず、約10年ぶりにキューバ国内リーグでプレーしていたが、6月13日にソフトバンクが再獲得を発表した。背番号は25。二軍での調整後、7月4日に出場選手登録されると、同6日の日本ハム戦（PayPayドーム）で復帰後初出場し、6回裏に復帰後初安打を放った。その後、同8、9日の楽天戦（楽天モバイルパーク宮城）で1安打ずつを放ったが、安打はこの3本のみで、この後9月20日まで34打席連続無安打となり、同日の試合で1塁に駆け込んだ際脚を痛め翌日登録抹消、その後一軍での出場はなかった。12月1日、退団することが発表された。

## 選手としての特徴・人物
- キューバ国内リーグにおけるシーズン最多本塁打を記録したパワーヒッター[99]。また、日本時代の2017年には得点圏打率リーグトップを記録するなど勝負強く[100]、さらに状況に応じた打撃ができる器用さも兼ね備えている[101]。
  - 反面、MLB経験はおろかアメリカ球界経験そのものが無い。そのようなキャリアでありながらNPBの本塁打王・打点王の二冠王に輝いた異例の経歴の持ち主。比較的年代の近い選手で似たような例としてはメジャー昇格を果たせなかったタイロン・ウッズが存在する。
- 元チームメイトの同じスペイン語圏であるメキシコ出身のルイス・クルーズ、ドミニカ共和国出身のカルロス・ロサと仲が良く、千葉県の焼き肉店に行くことがあった[102]。
- 愛称は「デスパ」「親方」[103][104]。
- 以前からキューバ代表などではチームメイトだったが、2017年からソフトバンクでもチームメイトとなった母国の後輩のリバン・モイネロをグラウンド内外で支え、食事に連れて行ったり、自宅に招いて料理を振る舞ったりと面倒をみている。モイネロは、「デスパイネのおかげもあって、楽しめているよ。日本で4年目と経験もあって、何でも教えてくれる。打者目線でも色々と教えてくれる存在」とコメントしている[105]。
- 日本時代からヒーローインタビューの際に「デスパ、いいね～」の決め台詞が定番となり、ファンを楽しませている[106]。
- 福岡のラテンバンド「ピントコン ピントゥーラ」が2017年5月にデスパイネに楽曲を提供し登場曲として使用している[107]。
- キューバ時代から長らくつける背番号54に強い愛着を持っている[108]。ロッテ時代に当初の49から54に変更した際は「今回もつけることができて非常に嬉しい。マリーンズでは偉大な投手（黒木知宏）が背にしていた番号。とても光栄だ」と語っている[108]。

## 詳細情報

### 年度別打撃成績
| 年 度     | 球 団        | 試 合 | 打 席 | 打 数 | 得 点 | 安 打 | 二 塁 打 | 三 塁 打 | 本 塁 打 | 塁 打 | 打 点 | 盗 塁 | 盗 塁 死 | 犠 打 | 犠 飛 | 四 球 | 敬 遠 | 死 球 | 三 振 | 併 殺 打 | 打 率 | 出 塁 率 | 長 打 率 | O P S |
| --------- | ------------ | ----- | ----- | ----- | ----- | ----- | -------- | -------- | -------- | ----- | ----- | ----- | -------- | ----- | ----- | ----- | ----- | ----- | ----- | -------- | ----- | -------- | -------- | ----- |
| 2004-2005 | GRA          | 86    | 349   | 333   | 59    | 103   | 17       | 6        | 11       | 165   | 42    | 5     | 3        | 3     | 1     | 13    | 0     | 3     | 63    | 6        | .309  | .340     | .495     | .835  |
| 2005-2006 | GRA          | 86    | 381   | 344   | 66    | 112   | 22       | 3        | 15       | 185   | 72    | 3     | 5        | 0     | 5     | 25    | 6     | 7     | 35    | 2        | .326  | .378     | .538     | .916  |
| 2006-2007 | GRA          | 89    | 389   | 336   | 60    | 108   | 20       | 3        | 16       | 182   | 66    | 7     | 5        | 1     | 1     | 44    | 12    | 7     | 26    | 6        | .321  | .410     | .542     | .951  |
| 2007-2008 | GRA          | 88    | 389   | 321   | 75    | 117   | 33       | 4        | 24       | 230   | 78    | 14    | 6        | 0     | 0     | 53    | 19    | 15    | 46    | 4        | .364  | .476     | .717     | 1.192 |
| 2008-2009 | GRA          | 90    | 405   | 328   | 73    | 123   | 25       | 2        | 32       | 248   | 97    | 16    | 6        | 0     | 5     | 61    | 15    | 11    | 45    | 8        | .375  | .481     | .756     | 1.238 |
| 2009-2010 | GRA          | 87    | 376   | 317   | 79    | 128   | 37       | 0        | 31       | 258   | 97    | 7     | 3        | 0     | 3     | 40    | 11    | 16    | 34    | 8        | .404  | .489     | .814     | 1.303 |
| 2010-2011 | GRA          | 67    | 303   | 261   | 56    | 93    | 7        | 0        | 27       | 181   | 74    | 1     | 2        | 0     | 2     | 33    | 6     | 7     | 42    | 10       | .356  | .439     | .693     | 1.132 |
| 2011-2012 | GRA          | 87    | 447   | 344   | 87    | 112   | 19       | 0        | 36       | 239   | 105   | 4     | 2        | 0     | 1     | 91    | 27    | 11    | 47    | 15       | .326  | .479     | .695     | 1.174 |
| 2012-2013 | GRA/PRI      | 79    | 342   | 262   | 52    | 100   | 19       | 0        | 17       | 170   | 50    | 2     | 1        | 0     | 1     | 71    | 26    | 8     | 44    | 8        | .382  | .523     | .649     | 1.172 |
| 2013-2014 | GRA/SCU      | 59    | 253   | 190   | 35    | 59    | 8        | 1        | 12       | 105   | 41    | 0     | 1        | 0     | 2     | 55    | 24    | 6     | 26    | 5        | .311  | .474     | .553     | 1.027 |
| 2014      | ロッテ       | 45    | 182   | 161   | 26    | 50    | 13       | 1        | 12       | 101   | 33    | 0     | 0        | 0     | 3     | 16    | 1     | 2     | 36    | 6        | .311  | .374     | .627     | 1.001 |
| 2015      | ロッテ       | 103   | 409   | 353   | 49    | 91    | 18       | 0        | 18       | 163   | 62    | 0     | 1        | 0     | 3     | 49    | 2     | 4     | 89    | 9        | .258  | .352     | .462     | .814  |
| 2016      | ロッテ       | 134   | 570   | 496   | 81    | 139   | 27       | 0        | 24       | 238   | 92    | 0     | 3        | 0     | 7     | 64    | 3     | 3     | 89    | 25       | .280  | .361     | .480     | .841  |
| 2017      | ソフトバンク | 136   | 545   | 478   | 66    | 125   | 15       | 0        | 35       | 245   | 103   | 3     | 1        | 0     | 3     | 59    | 2     | 5     | 119   | 14       | .262  | .347     | .513     | .859  |
| 2018      | ソフトバンク | 116   | 469   | 407   | 62    | 97    | 15       | 1        | 29       | 201   | 74    | 0     | 0        | 0     | 3     | 55    | 4     | 4     | 93    | 13       | .238  | .333     | .494     | .826  |
| 2019      | ソフトバンク | 130   | 519   | 448   | 61    | 116   | 9        | 0        | 36       | 233   | 88    | 0     | 1        | 0     | 3     | 63    | 1     | 5     | 119   | 6        | .259  | .355     | .520     | .875  |
| 2020      | ソフトバンク | 25    | 97    | 85    | 9     | 19    | 1        | 0        | 6        | 38    | 12    | 0     | 0        | 0     | 0     | 12    | 1     | 0     | 11    | 5        | .224  | .320     | .447     | .767  |
| 2021      | ソフトバンク | 80    | 308   | 261   | 27    | 69    | 13       | 1        | 10       | 114   | 41    | 0     | 1        | 0     | 0     | 44    | 2     | 2     | 64    | 12       | .264  | .373     | .437     | .810  |
| 2022      | ソフトバンク | 89    | 331   | 297   | 29    | 80    | 10       | 0        | 14       | 132   | 40    | 0     | 0        | 0     | 2     | 28    | 1     | 4     | 80    | 5        | .269  | .338     | .444     | .783  |
| 2023      | ソフトバンク | 20    | 49    | 42    | 0     | 3     | 0        | 0        | 0        | 3     | 0     | 0     | 0        | 0     | 0     | 7     | 0     | 0     | 13    | 2        | .071  | .204     | .071     | .276  |
| CNS：10年 | CNS：10年    | 815   | 3624  | 3023  | 641   | 1052  | 207      | 18       | 220      | 1955  | 721   | 58    | 34       | 4     | 21    | 485   | 146   | 91    | 406   | 72       | .348  | .450     | .647     | 1.096 |
| NPB：10年 | NPB：10年    | 878   | 3479  | 3028  | 410   | 789   | 121      | 3        | 184      | 1468  | 545   | 3     | 7        | 0     | 25    | 397   | 17    | 29    | 713   | 97       | .261  | .349     | .485     | .834  |

- 2023年度シーズン終了時
- 各年度の太字はそのシーズンにおけるリーグ最高、赤太字はキューバ国内リーグにおける歴代最高。
- キューバで通常用いられる個人通算成績はプレーオフや選抜リーグなども合算するため、この表の合計とは一致しない
- 2012 - 2013シーズンと2013 - 2014シーズンは所属チームが第一ラウンドで敗退したため、後半戦の第二ラウンドは別チームでプレー

### オリンピックでの打撃成績
| 年 度 | 代 表    | 試 合 | 打 席 | 打 数 | 得 点 | 安 打 | 二 塁 打 | 三 塁 打 | 本 塁 打 | 塁 打 | 打 点 | 盗 塁 | 盗 塁 死 | 犠 打 | 犠 飛 | 四 球 | 敬 遠 | 死 球 | 三 振 | 併 殺 打 | 打 率 | 出 塁 率 | 長 打 率 |
| ----- | -------- | ----- | ----- | ----- | ----- | ----- | -------- | -------- | -------- | ----- | ----- | ----- | -------- | ----- | ----- | ----- | ----- | ----- | ----- | -------- | ----- | -------- | -------- |
| 2008  | キューバ | 9     | --    | 34    | 5     | 13    | 2        | 1        | 3        | 26    | 12    | 0     | 0        | 0     | 0     | 1     | 1     | 0     | 10    | 1        | .382  | .400     | .765     |

### WBCでの打撃成績
| 年 度 | 代 表    | 試 合 | 打 席 | 打 数 | 得 点 | 安 打 | 二 塁 打 | 三 塁 打 | 本 塁 打 | 塁 打 | 打 点 | 盗 塁 | 盗 塁 死 | 犠 打 | 犠 飛 | 四 球 | 敬 遠 | 死 球 | 三 振 | 併 殺 打 | 打 率 | 出 塁 率 | 長 打 率 |
| ----- | -------- | ----- | ----- | ----- | ----- | ----- | -------- | -------- | -------- | ----- | ----- | ----- | -------- | ----- | ----- | ----- | ----- | ----- | ----- | -------- | ----- | -------- | -------- |
| 2009  | キューバ | 5     | 19    | 17    | 1     | 4     | 0        | 0        | 1        | 7     | 2     | 0     | 1        | 0     | 0     | 1     | 0     | 1     | 4     | 0        | .235  | .316     | .412     |
| 2013  | キューバ | 6     | 23    | 18    | 5     | 7     | 1        | 0        | 3        | 17    | 8     | 0     | 0        | 0     | 0     | 3     | 0     | 2     | 1     | 0        | .389  | .522     | .944     |
| 2017  | キューバ | 6     | 24    | 19    | 6     | 9     | 0        | 0        | 3        | 18    | 6     | 1     | 0        | 0     | 0     | 4     | 0     | 1     | 3     | 0        | .474  | .583     | .947     |
| 2023  | キューバ | 5     | 23    | 21    | 2     | 7     | 3        | 0        | 0        | 10    | 5     | 0     | 0        | 0     | 1     | 1     | 0     | 0     | 3     | 1        | .333  | .348     | .476     |

### WBSCプレミア12での打撃成績
| 年 度 | 代 表    | 試 合 | 打 席 | 打 数 | 得 点 | 安 打 | 二 塁 打 | 三 塁 打 | 本 塁 打 | 塁 打 | 打 点 | 盗 塁 | 盗 塁 死 | 犠 打 | 犠 飛 | 四 球 | 敬 遠 | 死 球 | 三 振 | 併 殺 打 | 打 率 | 出 塁 率 | 長 打 率 |
| ----- | -------- | ----- | ----- | ----- | ----- | ----- | -------- | -------- | -------- | ----- | ----- | ----- | -------- | ----- | ----- | ----- | ----- | ----- | ----- | -------- | ----- | -------- | -------- |
| 2015  | キューバ | 6     | 25    | 23    | 3     | 6     | 0        | 0        | 1        | 9     | 4     | 0     | 0        | 0     | 1     | 2     | 0     | 0     | 7     | 0        | .261  | .308     | .391     |
| 2019  | キューバ | 3     | 12    | 12    | 0     | 2     | 0        | 0        | 0        | 2     | 0     | 0     | 0        | 0     | 0     | 0     | 0     | 0     | 4     | 0        | .167  | .167     | .167     |

### 年度別守備成績
| 年 度 | 球 団        | 外野  | 外野  | 外野  | 外野  | 外野  | 外野     |
| 年 度 | 球 団        | 試 合 | 刺 殺 | 補 殺 | 失 策 | 併 殺 | 守 備 率 |
| ----- | ------------ | ----- | ----- | ----- | ----- | ----- | -------- |
| 2014  | ロッテ       | 19    | 29    | 1     | 3     | 0     | .909     |
| 2015  | ロッテ       | 8     | 13    | 0     | 0     | 0     | 1.000    |
| 2016  | ロッテ       | 8     | 12    | 0     | 0     | 0     | 1.000    |
| 2017  | ソフトバンク | 3     | 2     | 0     | 0     | 0     | 1.000    |
| 2018  | ソフトバンク | 4     | 3     | 0     | 0     | 0     | 1.000    |
| 2019  | ソフトバンク | 10    | 12    | 0     | 0     | 0     | 1.000    |
| 2020  | ソフトバンク | 4     | 2     | 0     | 0     | 0     | 1.000    |
| 通算  | 通算         | 56    | 73    | 1     | 3     | 0     | .961     |

- 2023年度シーズン終了時

### タイトル
NPB
- 本塁打王：1回（2017年）
- 打点王：1回（2017年）

### 表彰
NPB
- ベストナイン：2回（指名打者部門：2017年、2019年）
- 月間サヨナラ賞：1回（2017年9・10月）
- オールスターゲームMVP：1回（2017年第2戦）
- オールスターゲーム敢闘選手賞：1回（2018年第1戦）
- 日本シリーズ優秀選手賞：1回（2019年）

キューバ代表
- WBC福岡ラウンドMVP（2013年）

### 記録

#### NPB
初記録
- 初出場・初先発出場：2014年7月29日、対北海道日本ハムファイターズ12回戦（QVCマリンフィールド）、6番・指名打者で先発出場
- 初打席・初安打：同上、2回裏に中村勝から右越三塁打
- 初打点：同上、8回裏に河野秀数から右犠飛
- 初本塁打：2014年8月1日、対オリックス・バファローズ12回戦（京セラドーム大阪）、2回表に西勇輝から左越ソロ
- 初盗塁：2017年4月8日、対埼玉西武ライオンズ2回戦（メットライフドーム）、2回表に二盗（投手：野上亮磨、捕手：炭谷銀仁朗）

節目の記録
- 100本塁打：2018年5月25日、対東北楽天ゴールデンイーグルス10回戦（福岡 ヤフオク!ドーム）、9回裏にフランク・ハーマンから右越ソロ ※史上287人目[109]
- 150本塁打：2019年9月4日、対東北楽天ゴールデンイーグルス22回戦（福岡 ヤフオク!ドーム）、8回裏に安樂智大から右越ソロ ※史上174人目[110]

その他の記録
- オールスターゲーム出場：3回（2017年、2018年、2019年）

### 背番号
NPB
- 49（2014年7月22日 - 同年終了）
- 54（2015年 - 2022年）
- 25（2023年6月26日 - 同年終了）

### 登場曲
- 「El Mio Tu Si Suenas」Los Desiguales（2014年 - 2016年）
- 「Mas Fashion」Los Desiguales（2015年 - 2016年）
- 「Vacaciones」Wisin（2017年）
- 「La Gozadera (feat. Marc Anthony)」Gente De Zona（2017年）
- 「SHaKy SHaKy」Daddy Yankee（2017年）
- 「デスパイネ！」Pinto con Pintura（2017年）
- 「Hula Hoop」Daddy Yankee（2017年、2019年 - ）
- 「Pa' La Camara」Chacal（2018年）
- 「Dura」Daddy Yankee（2018年 - ）
- 「METELE CON TO」※デスパイネオリジナル曲（2018年 - ）
- 「Rompe」Daddy Yankee（2020年）

### 代表歴
- 第21回AAA世界野球選手権大会 キューバ代表
- 第37回IBAFワールドカップ キューバ代表
- 2008年北京オリンピックの野球競技・キューバ代表
- 第5回世界大学野球選手権大会 キューバ代表
- 第17回IBAFインターコンチネンタルカップ・キューバ代表
- 2013 ワールド・ベースボール・クラシック・キューバ代表
- 2014年中央アメリカ・カリブ海競技大会野球キューバ代表
- 2015年パンアメリカン競技大会男子野球キューバ代表
- 2015 WBSCプレミア12 キューバ代表
- 2017 ワールド・ベースボール・クラシック・キューバ代表
- 2019 WBSCプレミア12 キューバ代表
- 2023 ワールド・ベースボール・クラシック・キューバ代表